# Sans attendre Godot
Sans attendre Godot est le quatrième roman policier de John Amila paru dans la collection Série noire avec le numéro 310 en 1956.

## Résumé
Riton Godot, patron de la boîte de nuit Le Faisan noir accepte que deux prostituées travaillent dans son bar jusqu’à ce que Paconi, leur proxénète, tente d’en imposer d’autres. Godot refuse dorénavant toute prostituée et déclenche ainsi une guerre des gangs.  Sa femme, Maine, venue chercher sa fille Colette, est enlevée à la gare du Nord. L’enlèvement échoue grâce à l’intervention d’un voyageur, qui se révèlera être le premier mari de Maine, et de Jo, un des hommes de main de Godot…

## Édition
Le roman est publié dans la Série noire avec le numéro 310 en 1956 et réédité dans la même collection et avec le même numéro en 1981

## Autour du livre
On retrouve dans ce roman des personnages survivants de La Bonne Tisane : Riton Godot, Maine, la veuve de René Le Comte devenue son épouse, Fred et Jo, ses hommes de main.
C’est le dernier roman signé John Amila.

## Adaptation
Le roman est adapté sous le titre Quand la femme s'en mêle par Yves Allégret en 1957

## Sources
- Polar revue trimestrielle no 16, octobre 1995
- Claude Mesplède, Les Années Série Noire vol.1 (1945-1959), page 198, Encrage « Travaux » no 13, 1992
- Meckert devient Amila : John Amila